# Charles Mayer

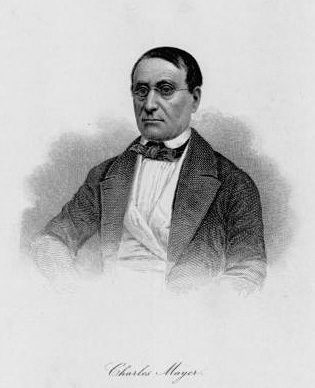
Charles Mayer

Charles Mayer, född 21 mars 1799 i Königsberg (nuvarande Kaliningrad), död 2 juli 1862 i Dresden, var en tysk pianist.
Mayer studerade för John Field i Sankt Petersburg, där han 1819–50 verkade som lärare. Redan 1814 konserterade han i Paris samt 1845 i Sverige (där han samma år blev ledamot av Kungliga Musikaliska akademien), Tyskland och Österrike. Hans pianokompositioner överstiger 200 verk (bland annat konserter, fantasier, variationer och etyder).